# 寇宪祥
寇宪祥（1944年—），山东平邑人，中国人民解放军中将。 

## 生平
大学学历。1963年1月入伍，1986年9月任步兵第114师政委，后任陆军第三十八集团军政治部主任。1995年11月任天津警备区政委，1996年7月任陆军第三十八集团军政委，2001年7月任国防大学副政委，2002年1月任济南军区政治部主任，2005年12月任济南军区副政委，2007年退役。
2002年7月晋升中国人民解放军中将军衔。
第九届全国人大代表，第十一届全国政协委员。